# Geffery Morgan
Geffery Morgan è il quinto album in studio del gruppo reggae britannico UB40, pubblicato nel 1984.

## Tracce
1. Riddle Me – 3:57
2. As Always You Were Wrong Again – 3:37
3. If It Happens Again – 3:44
4. D.U.B. – 4:52
5. The Pillow – 3:26
6. Nkomo-A-Go-Go – 3:06
7. Seasons – 3:48
8. You're Not an Army – 3:46
9. I'm Not Fooled So Easily – 4:14
10. Your Eyes Were Open – 5:00